# Chronik von Morea

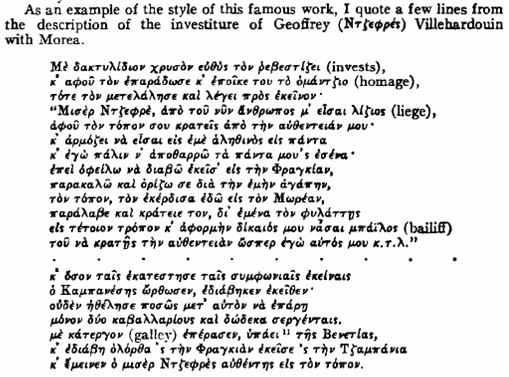
Textausschnitt der Chronik von Morea

Die Chronik von Morea oder das Chronikon von Morea (griechisch Χρονικόν του Μορέως; aragonisch Libro de los fechos et conquistas del principado de la Morea, Crónica de Morea; französisch Chronique de Morée; italienisch Cronaca di Morea) ist ein anonymes chronistisches Werk des 14. Jahrhunderts. Die Chronik stellt die wichtigste Quelle dar für die Organisation des feudalen Fürstentums Achaia. In dieser Zeit siedelten sich fränkische Adlige in Morea, wie die Peloponnes damals bezeichnet wurde, an. Versionen in vier Sprachen sind überliefert: Französisch, Griechisch, Italienisch und Aragonisch. Die griechische Version ist in Versen gesetzt. In über 9.000 Zeilen beschreibt die Chronik Ereignisse zwischen 1204 und 1292, die auf den Ersten Kreuzzug folgen (in den verschiedenen Versionen auch spätere Ereignisse).

## Inhalt
Die Begebenheiten, die in der Chronik überliefert werden, beginnen zur Zeit des Ersten Kreuzzuges. Sie werden im Überblick aufgezählt. Darauf folgen Begebenheiten aus dem Vierten Kreuzzug, dem Fall Konstantinopels und hauptsächlich von der Eroberung Moreas sowie der Gründung des Fürstentums Achaia durch Wilhelm I. von Champlitte, gefolgt von Ereignissen während der Herrschaft von Gottfried I. von Villehardouin, Gottfried II. von Villehardouin, Wilhelm II. von Villehardouin und nach dessen Tod 1278 während der Herrschaft seiner Nachfolgerin, Isabelle de Villehardouin mit ihren zwei Ehemännern.

## Überlieferte Texte
Das Werk wurde in vier Versionen überliefert: Griechisch, Italienisch, Französisch und Spanisch. Der griechische Text ist der einzige Text in Versmaß. Der französische, italienische sowie der aragonische Text sind in Prosa gehalten.
Im Bezug auf die Datierung des Texts ist es sicher, dass der griechische und der französische Text die ältesten Fassungen sind. Der italienische Text ist eine Übertragung aus dem griechischen, und der aragonische basiert auf dem griechischen und dem französischen. Ob der Text der griechischen oder der französischen Fassung älter ist, lässt sich nicht mit Sicherheit feststellen. Charles Hopf, der Erstherausgeber des italienischen Textes, vertrat die Ansicht, dass der griechische Text aus dem französischen hervorgegangen sei, oder wenigstens aus einem verlorenen Vorgängerexemplar. John Schmitt war dagegen der Ansicht, dass der französische Text aus dem griechischen hervorgegangen sei und auch, dass der griechische Text der Prototyp sei. Auch Karl Krumbacher stimmte mit dieser Sicht überein. Später wurde durch Forschungsarbeiten von Spadaro wieder der Standpunkt gestützt, dass der französische Text ursprünglicher sei, so wie es auch G. Kechalioglou (Γ. Κεχαγιόγλου) sowie Michael Jeffreys vertreten und durch Argumente unterstützen konnten.
Darüber hinaus gibt es auch die Ansicht, dass alle überlieferten Texte Abkömmlinge sind, während der Urtext verloren sei.

### Der griechische Text
Die Verse des griechischen Textes sind in volkstümlicher Sprache geschrieben mit einer Reihe von fränkischen Lehnworten. Sie sind akzentuiert, aber reimlos.
Das Metrum ist 15-silbig, ein sogenanntes Politisches Versmaß
Der Text ist in zwei Urschriften und drei Abschriften überliefert:
- Ms. Havniensis 57 (14.–15. Jh., Königliche Bibliothek, Kopenhagen) 9219 Verse
  - Ms. Taurinensis B.II.I, Biblioteca Reale, Turin, nächstverwandt mit dem Kopenhagener Text.
- Ms. Parisinus graecus 2898 (15.–16. Jh., Bibliothèque nationale de France, Paris) 8191 Verse
  - Ms. Parisinus graecus 2753, Bibliothèque nationale de France, Paris
  - Ms. Bern 509 grec, Burgerbibliothek Bern, beides Kopien der Pariser Version.

Die älteste der Handschriften ist das Manuskript in Kopenhagen, seine Sprache ist am altertümlichsten. Der neuere Text, Parisinus graecus 2898, benutzt eine einfachere Sprache, weniger fränkische Lehnworte und weniger antihellenische Bemerkungen.
In dem Jahrhundert, das zwischen den Texten liegt, haben sich zahlreiche linguistische Änderungen ergeben, was von der schnellen Entwicklung der griechischen Sprache zeugt. Der Kopenhagener Text behandelt Ereignisse bis 1292.

#### Der Verfasser des griechischen Textes
Der Verfasser des griechischen Textes scheint ein sogenannter Gasmoulos (gr. γασμούλος) gewesen zu sein, ein Nachkomme eines fränkischen Vaters und einer griechischen Mutter, oder ein hellenisierter Franke. Er beherrschte die griechische Sprache und war nicht nur umgangssprachlich bewandert, sondern meisterte auch die Bildungssprache, was an manchen Formen sichtbar wird, die er verwendet. Darüber hinaus kannte er auch gut die fränkische Sprache, was man an seinen fränkischen Lehnworten erkennt. Daher stellt sich die Frage, ob die Verwendung dieser Lehnworte auf eine Übersetzung aus dem Französischen hindeutet, oder ob er ein Zeuge der Fränkisierung seiner Kultur ist.

### Der französische Text
Der französische Text ist nur in einem Manuskript überliefert (Bibliothèque royale de Belgique, Brüssel Ms. 15702), in dem er den Titel Livre de la conqueste de la princée de l’Amorée trägt. Der Text beginnt: „C’est le livre de la conqueste de Constantinople et de l’empire de Romanie, et dou pays de la princée de la Morée“. Aus dieser Überschrift ergibt sich die Schlussfolgerung, dass dieses Werk aus anderen älteren Exemplaren zusammengeschrieben wurde. Die Ergänzungen im Manuskript reichen bis 1305.

### Der italienische Text
Die italienische Version trägt den Titel Cronaca di Morea. Sie ist eine Abschrift der vorigen Exemplare und basiert auf dem griechischen Text in der Version der Turiner Bibliothek. Dabei enthält sie jedoch einige Fehler. Sie ist in einer einzigen Handschrift in Venedig überliefert. Die Signatur lautet: Append. Ital. CI VIII, No 712.

### Der aragonische Text
Unter dem Titel Libro de los fechos et conquistas del principado de la Morea geht der aragonische Text zurück auf das Ende des 14. Jahrhunderts (um 1393) und basiert auf dem griechischen Text sowie weiteren späteren Quellen. Er wurde zusammengestellt auf Anweisung von Juan Fernández de Heredia, dem Großmeister des Johanniterordens auf Rhodos. Der Text deckt Ereignisse bis 1377 ab.

## Die ersten Druckausgaben
Die Chronik von Morea war über lange Zeit wenig bekannt, da der Text bis zum 19. Jahrhundert nicht gedruckt verbreitet wurde.
Die erste Druckausgabe der griechischen Chronik erfolgte 1840 durch Jean Alexandre Buchon und enthielt den griechischen Text nach der Pariser Handschrift. Diesem Buch gab Buchon den Titel Βιβλίον της κουγκέστας του Μωραίως (Biblion tes Kounkestas tou Moraios – Buch der Eroberung Moreas), abweichend vom Ausgangstext. In der zweiten Auflage 1845 legte er den griechischen Text aus Kopenhagen zugrunde.
1889 gab John Schmitt beide Texte in einer synoptischen Ausgabe heraus.
1911 wurde der französische Text von Jean Longnon herausgegeben.
Der italienische Text wurde 1873 von Charles Hopf vorgelegt.
Die Publikation des aragonischen Texts erfolgte 1885.

## Bedeutung
Trotz einiger historischer Ungenauigkeiten ist die Chronik eine wertvolle historische Quelle für die feudale Gesellschaft ihrer Zeit. Eine ganze Reihe von Gesetzen und Gebräuchen des Fürstentums von Achaia werden in der Chronik erwähnt. Ihre farbigen Beschreibungen lassen die Lebensumstände lebendig erscheinen. Jedoch wurde die Chronik aufgrund der Bewunderung für die Franken und einer gewissen Abneigung gegen die byzantinische Kultur kein Teil der Volkskultur nach dem Abzug der Franken vom Peloponnes.
Literarisch ist die Chronik bedeutsam, weil seit dem Fall von Konstantinopel 1453 eine symbolische Grenze zwischen dem mittelalterlichen und dem modernen Griechisch gezogen wird. Die Chronik von Morea wird dem mittelalterlichen Griechisch zugeordnet. Jedoch zeigt sich in ihr die enorme Entwicklung der Sprache dieser Zeit. Zusammen mit Ptochoprodromischen Gedichten und Akriten-Liedern (gr. Ακριτικά τραγούδια) steht sie damit am Beginn der modernen griechischen Literatur, obwohl die sprachliche Qualität gering und das Versmaß holperig ist.
Der Abzug der Franken vom Peloponnes ließ die Chronik von Morea in Vergessenheit geraten, trotzdem könnte man sie in der sprachlichen Bedeutung auf eine Stufe mit dem Rolandslied in Frankreich oder dem Cantar de Mio Cid in Spanien stellen.
Die Chronik von Morea war zudem auch Quelle der Inspiration für zahlreiche griechische Schriftsteller, deren Werke die entsprechende historische Epoche behandeln, beispielsweise Alexandros Rhizos Rhankaves (Ο Αυθέντης του Μορέως), Angelos Terzakis (Άγγελος Τερζάκης – Η πριγκηπέσσα Ιζαμπώ) und Dimitrios Vernadakis (Δημήτριος Βερναρδάκης – Μαρία Δοξαπατρή).
Wenigstens dem Namen nach könnte Tolkiens Zwergenkönigreich Moria aus dem griechischen Epos entlehnt sein.

## Text
Im Folgenden ist ein Textbeispiel (στ. 1424–1443) aus dem griechischen Text wiedergegeben:
| Βουλὴν ἀπῆραν μ' ἐκεινοὺς τοὺς τοπικοὺς Ρωμαίους, ὅπου τοὺς τόπους ἔξευραν, τοῦ καθενὸς τὴν πρᾶξιν, Κ' εἶπαν κ'ἐσυμβουλέψαν τους τὸ πῶς ἔνι ἡ Ἀνδραβίδα, ἡ χώρα ἡ λαμπρότερη στὸν κάμπον τοῦ Μορέως· ὡς χώρα γὰρ ἀπολυτή κοίτεται εἰς τὸν κάμπον, οὔτε πύργους οὔτε τειχέα ἔχει κἀνόλως 'ς αὔτην. Ἐν τούτῳ ὡρμήσασιν ἐκεῖ, ὁλόρθα ὑπαγαῖνουν, ἐξαπλώσαν τὰ φλάμπουρα τοῦ καθενός φουσσάτου· κι ἀφότου ἐπλησιάσασιν ἐκεῖ στὴν Ἀνδραβίδα, Κ' ἐμάθασιν οἱ Ἀνδραβισαῖοι ὅτι ἔρχονται οἱ Φράγκοι, ἐξέβησαν μὲ τοὺς σταυροὺς ὁμοίως μὲ τὰς εἰκόνας οἱ ἄρχοντες καὶ τὸ κοινὸν τῆς χώρας Ἀνδραβίδου, καὶ ἦλθαν κ' ἐπροσκύνησαν τὸν Καμπανέση ἐκεῖνον. Κ' ἐκεῖνος ὁ παμφρόνιμος, καλά τους ἀποδέχτη, ὤμοσεν κ' ὑπισκήθη τους νὰ μὴ τοὺς ἀδικήσῃ, οὔτε ζημία να λάβουσιν ἀπὸ τὰ ἰγονικά τους, τιμήν, δωρεὰς να ἔχουσιν κ' εὐεργεσίας μεγάλας· Ὅλοι τοῦ ὑπωμόσασιν δοῦλοι του ν' ἀποθάνουν. Κι ὅσον ἀπεκατέστησεν τὴν χώραν Ἀνδραβίδας, βουλὴν ἐπῆρεν μετ' αὐτοὺς τὸ ποῦ να φουσσατέψῃ. | Die ersten Verse lauten in Übersetzung: Ich will dir eine Sage geben zu hören, eine Sage von wichtiger Macht Und wenn Du mir Aufmerksamkeit schenkst, hoffe ich, wird dir die Sage gefallen. So geschah es, als die Franken mit Waffen die Gegend des schönen Morea erwarben. |

## Ausgaben und Übersetzungen
- Der Ursprungstext der Chronik von Morea (griechisch)
- John Schmitt (Hrsg.): Το χρονικό του Μορέως. Methuen & Co., London 1904 (griechisch, archive.org [abgerufen am 10. Oktober 2009]).
- Crusaders as Conquerors. The Chronicle of Morea translated from the Greek with notes and introduction by Harold E. Lurier. Columbia University Press, New York 1964.
- Libro de los fechos et conquistas del principado de la Morea, compilado por comandamiento de Don Fray Johan Ferrandez de Heredia, Maestro del Hospital de S. Johan de Jerusalem. Chronique de Morée, aux XIIe et XIVe siècles, publiée et traduite pour la première fois pour la Société de l’Orient Latin par Alfred Morel-Fatio, Genève, Imprimerie Jules-Guillaume Fick, 1885 (Aragonischer Text)